# Pind Dadan Khan Tehsil
Pind Dadan Khan Tehsil (Urdu/Panjabi: پنڈ دادن خان) ist eine Untereinheit des Distrikt Jhelam im pakistanischen Punjab. Die pakistanische Bezeichnung solcher Kreisebenen ist Tehsil, die Distrikte sind in Tehsile und teilweise auch weiter in Subtehsile unterteilt. Die Kreisstadt des Pind Dadan Khan Tehsil ist die Stadt Pind Dadan Khan, die am Ufer des Jhelam etwa 22 Kilometer von der Autobahn M2 entfernt liegt.

## Staatliche Gliederung
Pakistan ist föderativ in drei Stufen gegliedert, der Punjab ist dabei die obere Ebene, der Distrikt ist untergeordnet und gliedert sich in Tehsile. Zum Distrikt Jhelam gehören auch die drei weiteren Kreise: Jhelum tehsil, Sohawa tehsil und Dina tehsil. Im Punjab bestehen die folgenden 34 Distrikte: Rawalpindi, Attock, Rajanpur, Jhelum, Multan, Gujranwala, Sargodha, D.G.Khan, Mianwali, Bahawalpur, Sahiwal, Pakpattan, Narowal, Khushab, Vehari, Chakwal, Bhakkar, Sheikhupura, Toba Tek Singh, Khanewal, Lodhran, Hafizabad, Gujrat, Layyah, Bahawalnagar, Jasur, Jhang, Faisalabad, Mandi Baha ud Din, Lahore, Okara, Muzaffargarh, Sialkot, Rahim Yar Khan.
Der Name der zentralen Stadt setzt sich aus pind und Dadan Khan zusammen. Pind bedeutet in Panjabi Dorf, Ortschaft. Dadan Khan war ein demütiger Sufi aus dem Stamm der Awan.

## Lage
Der Pind Dadan Khan-Kreis liegt zwischen 32°27' und 32°50' Nord, sowie 72°32' and 73°29' Ost auf einer Fläche von 875 Quadratmeilen (entsprechend 2270 Quadratkilometer). Dieses Gebiet ist durch die Khewra Salt Mines weit bekannt. Hier besteht seit über 2000 Jahren im Salzgebirge das größte Steinsalzvorkommen in Asien. Die lange Geschichte geht auf den Indienfeldzug von Alexander dem Großen zurück. Nach der Zugehörigkeit zum Mogulreich und als Sikhterritorium wurde es im 19. Jahrhundert zu Britisch-Indien zugefügt, bevor diese bei Teilung des Punjab Indien unter Ausschluss von Pakistan die Selbständigkeit übertrugen. Zum Tehsil gehört die kleine Stadt Jalalpur Sharif in der nach der Legende das Pferd Bucephalus von Alexander beerdigt ist. Diese Stadt ist der Sitz des Union Council (Shawran) zu dem der Pind Dadan Khan Tehsil gehört. Ein Shawran ist die gewählte Gebietskörperschaft eines Wahlkreises in Pakistan, die in unterschiedlichster Form gebildet wird. Es ist die fünfte Ebene der pakistanischen Regierung. Der Shawran besteht aus 13 gewählten Abgeordneten, der Vorsitzende ist der „Union Nazim“ (Subahdar, etwa Bürgermeister) und ihm beigefügt der Naib Nazim (Assistent).

## Geschichte
Die Imperial Gazetteer of India wurde 1869 gegründet und ist ein wichtiges historisches Dokument aus der Zeit des „Britischen Raj“ (Raj ist das Hindi-Wort für Herrschaft). Dieser Tehsil wird in diesem Dokument unter dem Stichwort „Pind Dādān Khān Tahsīl“ beschrieben.

“Southern subdivision and tahsil of Jhelum District, Punjab, lying. […] on the south-east by the Jhelum river, and is traversed in its northern portion by the Salt Range. The hills consist of two roughly parallel ranges about 6 miles apart, with a strip of richly cultivated and fairly level uplands between. The southern slopes of the hills are steep and barren. The rest of the tahsil consists of a belt of alluvial plain, a portion of which is much affected by saline deposits. The population in 1901 was 170,130, compared with 173,071 in 1891. It contains the town of Pind Dadn Khan ( population, 13,770), the headquarters; and 207 villages. The land revenue and cesses in 1903-4 amounted to 2.8 lakhs. KATAS and MALOT are places of considerable archaeological interest, the village of Jalalpur possesses historical importance, and the Mayo mine at Khewra is one of the chief sources of the supply of salt in India.
Source of income here is agriculture.”

„Südliche Untergliederung und Tehsil des Jehlam-Distrikts im Punjab liegend. […] im Südosten des Jehlam-Flusses und wird im Nordbereich vom Salzgebirge durchzogen. Die Berge bestehen aus zwei nahezu parallelen Höhenzügen im Abstand von 6 Meilen, die von einem Streifen üppig-kultivierten und einigermaßen flachen Hochland getrennt sind. Die südlichen Abhänge des Gebirges sind abschüssig und öde. Der Rest des Tehsil ist eine Zone von Schwemmland, ein Teil davon ist von Salzablagerungen betroffen. Die Bevölkerung betrug 1901 170.130 Bewohner im Vergleich zu 173.071 im Jahr 1891. Diese anzahl betrifft die Stadt Pind Dadan Khan (13.770 Einwohner), die britischen Standorte und 207 Dörfer. Das Einkommen und die Steuern im Land betrugen 2.800.000 [Rupien]. Katas und Malot sind Plätze von erheblichem archäologischen Interesse, die Ortschaft Jalalpur ist von historischer Bedeutung und das Mayobergwerk bei Khewra eine der Hauptquellen der Salzlieferungen in Indien.“